# دانيال غاردنر
دانيال غاردنر هو موسيقي كندي، ولد في 1980.